# Arthur Jaffe
Arthur Michael Jaffe (* 22. prosince 1937) je americký matematický fyzik a profesor na Harvardově univerzitě.

## Profesionální kariéra
Jaffe navštěvoval Princetonskou univerzity, kde získat titul z chemie, a později Clare College v Cambridgi, kde získal vzdělání v oboru matematiky. Poté se vrátil do Princetonu, kde získal doktorát ve fyzice. V současné době učí matematickou fyziky na Harvardově univerzitě. Jeho doktorskými studenty byli Joel Feldman, Ezra Getzler, a Clifford Taubes.
Několik let byl Jaffe prezidentem Mezinárodní asociace matematické fyziky a později na Americké matematické společnosti. V roce 2016 slouží jako předseda představenstva Dublinského institutu pro pokročilá studia, školy teoretické fyziky.
Jaffe spoluzaložil Clayův matematický institut a jeho programy, včetně zaměstnávání výzkumných pracovníků a Problémů tisíciletí. Působil jako zakládající člen představenstva a zakládající prezident této organizace.
Arthur Jaffe působil jako šéfredaktor Communications in Mathematical Physics od roku 1979 a tuto funkci vykonával 21 let až do roku 2001.

## Vědecké příspěvky
S Jamesem Glimmem založil téma tzv. konstruktivní kvantové teorie pole. Jejich velkým úspěchem bylo stanovení existence věty pro dvou a trojrozměrné příklady nelineárních relativistických kvantových polí.

## Ocenění a vyznamenání
V roce 1980 získal cenu Dannieho Heinemana za matematickou fyziku. V roce 2012 se stal členem Americké matematické společnosti.

## Osobní život
Mezi roky 1971 a 1992 byl ženatý s Norou F. Crowovou, která je profesorkou anglického jazyka a literatury na Smith College a odbornicí na Anglo-Irského satirika Jonathana Swifta. Nora pobývala s Jaffem na většině jeho národních a mezinárodních štacích, včetně jeho pobytů na ETH v Curychu a na IHES v Büres-sur-Yvette. Mají spolu dceru Margaret narozenou v roce 1986.
V září roku 1992 se Jaffe oženil podruhé se Sarah Warren, která pracovala v katedře matematiky na Harvardu. Manželství trvalo devět let.